# Cheratite puntata
La cheratite puntata è una cheratite, ovvero un'infiammazione della cornea, dovuta vari agenti eziologici, che colpisce l'epitelio corneale. 

## Sintomi
Come tutte le cheratiti, la cheratite puntata provoca dolori intensi, fotofobia e lacrimazione, con interessamento della cornea. È possibile osservare la formazione di macchie grigie e puntiformi, da cui il nome specifico della patologia. Malattia regressiva, il decorso è compreso nell'arco di alcune settimane.

## Eziologia, sintomi e segni
La cheratite puntata superficiales è una manifestazione non specifica. È spesso causata da congiuntiviti virali, blefariti, cheratite secca, tracoma, esposizione a raggi ultravioletti (p. es., saldatori ad arco, lampade solari), abuso di lenti a contatto, farmaci sistemici (p. es., adenina arabinoside) e farmaci topici o tossicità da conservanti. I sintomi comprendono fotofobia, senso di corpo estraneo, lacrimazione, iperemia congiuntivale e diminuzione del visus. Nelle congiuntiviti virali può essere presente un linfonodo preauricolare ingrandito. La cheratite da esposizione alla luce ultravioletta compare varie ore dopo l'esposizione; dura 24-48 h. È rara una riduzione definitiva della vista, indipendentemente dalla causa.

## Terapia
La cheratite superficiale puntata da congiuntivite virale da adenovirus (la forma più frequente di congiuntivite virale) si risolve spontaneamente in circa 3 settimane. La blefarite, il tracoma e la cheratite secca richiedono terapia specifica. L'esposizione a luce ultravioletta viene trattata con cicloplegici ad azione breve, pomate antibiotiche e bendaggio per 24 h. Se causata da abuso di lenti a contatto, viene trattata con pomate antibiotiche (p. es., tobramicina 0,3% tid), ma l'occhio non viene bendato a causa dell'elevata incidenza di infezioni gravi. Questi pazienti devono essere visitati il giorno successivo. Se la cheratite puntata superficiale è causata da farmaci topici o conservanti, è necessario interrompere l'uso di queste sostanze.